# Giuseppe Mascaro
Giuseppe Mascaro (Napoli, 3 gennaio 1926 – Rossano, 22 marzo 2012) è stato un politico italiano.
Di professione imprenditore, esponente della DC, è stato sindaco di Rossano dal 1965 al 1969, consigliere regionale in Calabria e senatore della Repubblica eletto nel 1983.